# PolyQ-sygdomme
PolyQ-sygdomme er sygdomme med den samme biokemiske mekanisme som grundlag, en ekspansion af en CAG-repeat sekvens. Der kendes i øjeblikket 10 neurodegenerative sygdomme der betegnes som polyQ-sygdomme, polyglutamin-sygdomme,  polyQ-ekspansionssygdomme eller CAG-repeat sygdomme. Navnene forklares således: Q er en forkortet betegnelse for aminosyren glutamin, og CAG er en genetisk kode for glutamin.
Det synes som om der er et generelt princip af protein fejlfoldning og aggregering i neurodegenerative sygdomme. PolyQ-sygdommene (se tabellen nedenfor) er eksempler på at vidt forskellige proteiner med en polyQ-tragt med en mutation, der giver et motiv af ekspanderet polyQ, resulterer i prion-lignende og cytotoksiske proteinaggregater der hindrer de normale cellefunktioner.
PolyQ-sygdomme og andre sygdomme, der skyldes at proteiner fejlfoldes og aggregerer, benævnes generelt som proteinopatier.

## Oversigt
| Sygdom                                       | Alm. navn          | Protein               | Normal funktion af proteinet         | PolyQ  |
| -------------------------------------------- | ------------------ | --------------------- | ------------------------------------ | ------ |
| Huntingtons sygdom (HD)                      |                    | Huntingtin            | aksontransport                       | 36–100 |
| Spinobulbar Muscular Atrophy (SBMA)          | Kennedys sygdom    | Androgen Receptor     | hormonreceptor/transkriptionsfaktor  | 38–65  |
| Dentatorubral-pallidoluysian atrophy (DRPLA) | Haw River Syndrome | Atrophin-1            | co-repressor                         | 49–88  |
| Spinocerebellar ataxia type 1 (SCA1)         |                    | Ataxin-1              | regulering af genekspression         | 39–88  |
| Spinocerebellar ataxia type 2 (SCA2)*        |                    | Ataxin-2              | RNA kontrol                          | 33–77  |
| Spinocerebellar ataxia type 3 (SCA3)         | Machado-Joseph     | Ataxin-3              | kontrol af protein turnover          | 55–86  |
| Spinocerebellar ataxia type 6 (SCA6)         |                    | CACNA1A               | del af spændingsstyret Calcium-kanal | 21–33  |
| Spinocerebellar Ataxia Type 7 (SCA7)         |                    | Ataxin-7              | transkriptionsregulering             | 38–120 |
| Spinocerebellar Ataxia Type 12 (SCA12)       |                    | PPP2R2B               | fosfatase                            | 66–78  |
| Spinocerebellar Ataxia Type 17 (SCA17)       |                    | TATA-bindende protein | generel transkriptionsfaktor         | 47–63  |

PolyQ angiver det antal repeats der ligger ud over det normale og som medfører aggregatdannelse.
*Ataxin-2 med polyQ-ekspansion er også en risikofaktor for amyotrofisk lateral sklerose (ALS).
OBS. Nogle links i tabellen er til den engelske Wikipedia.